# Përparim Hetemaj
Përparim Hetemaj, né le 12 décembre 1986 à Srbica au Kosovo, est un footballeur international finlandais d'origine kosovare qui évolue au poste de milieu défensif avec le Gilla FC. Il est le frère aîné de Mehmet Hetemaj.

## Statistiques
| Saison      | Club               | Pays     | Championnat   | Championnat | Championnat |
| Saison      | Club               | Pays     | Division      | Matchs      | Buts        |
| ----------- | ------------------ | -------- | ------------- | ----------- | ----------- |
| 2005        | HJK Helsinki       | Finlande | Veikkausliiga | 26          | 2           |
| 2006        | HJK Helsinki       | Finlande | Veikkausliiga | 7           | 0           |
| 2006 - 2007 | AEK Athènes        | Grèce    | Superleague   | 7           | 0           |
| 2007 - 2008 | AEK Athènes        | Grèce    | Superleague   | 0           | 0           |
| 2007 - 2008 | Apollon Kalamarias | Grèce    | Superleague   | 11          | 1           |
| 2008 - 2009 | AEK Athènes        | Grèce    | Superleague   | 12          | 0           |
| 2009 - 2010 | FC Twente          | Pays-Bas | Eredivisie    | 0           | 0           |
| 2009 - 2010 | Brescia Calcio     | Italie   | Serie B       | 4           | 0           |
| 2010 - 2011 | Brescia Calcio     | Italie   | Serie A       | 30          | 2           |
| 2011 - 2012 | Chievo Vérone      | Italie   | Serie A       | 32          | 0           |
| 2012 - 2013 | Chievo Vérone      | Italie   | Serie A       | 30          | 0           |
| 2013 - 2014 | Chievo Vérone      | Italie   | Serie A       | 32          | 0           |

## Palmarès
- Vainqueur de la Coupe de Finlande en 2006 avec le HJK Helsinki